# Pupulinia shuarii
Pupulinia shuarii – gatunek roślin z monotypowego rodzaju Pupulinia z rodziny storczykowatych (Orchidaceae), endemit Ekwadoru w Ameryce Południowej. Są to epifity rosnące w wilgotnym klimacie tropikalnym .

## Systematyka
Gatunek sklasyfikowany do podplemienia Pleurothallidinae w plemieniu Epidendreae, podrodzina epidendronowe (Epidendroideae), rodzina storczykowate (Orchidaceae), rząd szparagowce (Asparagales) w obrębie roślin jednoliściennych.